# لوجولي
لوجولي، (بالإنجليزية: Loculi)‏، هي بلدية، في مقاطعة نوورو في إقليم سردينيا الإيطالي، وتقع على بعد حوالي 140 كم (87 ميل) شمال شرق كالياري، وحوالي 25 كم (16 ميل) شمال شرق نوورو. اعتبارا من 31 ديسمبر 2004، كان عدد سكانها 538 وتبلغ مساحتها 38.2 كيلومتر مربع (14.7 ميل مربع).

## السكان
في سنة 1861 بلغ عدد السكان 224 نسمة، وتطور العدد ليصل في سنة 2011 لـ 515 نسمة.
يظهر هذا المخطط البياني تطور النمو السكاني لـ لوجولي